# Nathalie (chanteuse)
Pour les articles homonymes, voir Nathalie (homonymie).
Nathalie, de son vrai nom Natalia Beatrice Giannitrapani (née le 16 décembre 1976 à Rome), est une chanteuse et musicienne italienne.

## Biographie

### Enfance et débuts

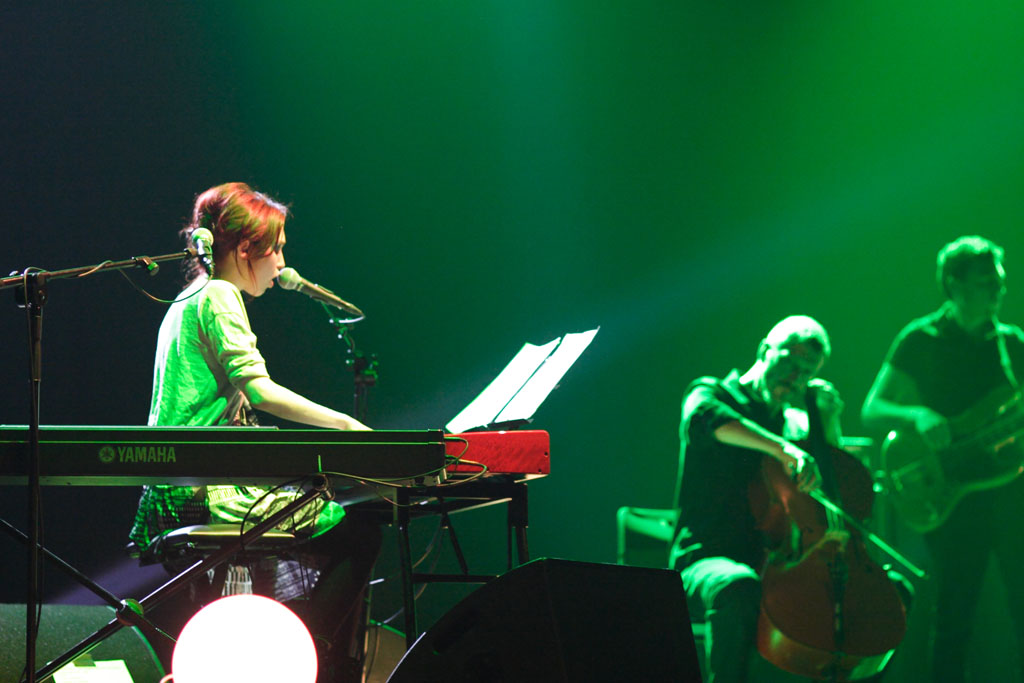
Nathalie aux claviers ; à droite, Stefano Cabrera et Simone Massimi.

Nathalie est née à Rome de deux parents nés en Afrique : son père italien, d'origine sicilienne, en Tunisie et sa mère, de nationalité belge, en république démocratique du Congo.
Elle aborde la musique dès l'adolescence, lorsqu'elle commence à étudier le chant et la musique, à écrire des chansons en italien, en anglais et en français et à se produire dans des clubs de la capitale. Entre la fin des années 1990 et le début des années 2000, Nathalie joue plusieurs fois en première partie d'artistes et participe à divers concours : en 1998, elle se classe deuxième au Spazio aperto et en 2000, elle remporte la quatrième édition du festival Fuoritempo à Rome, dans la catégorie des moins de 21 ans. Deux ans plus tard, elle remporte le prix de la meilleure chanson,. Elle fait ensuite la première partie des concerts de Max Gazzè, Marco Parente, La Crus, et Andrea Mirò. Elle joue pendant de nombreuses années dans des clubs à Rome et dans toute l'Italie.
Au cours de l'été 2003, elle est l'une des fondatrices du groupe de nu metal et metal gothique Damage Done, dont elle était la chanteuse et la coauteure. Avec ce groupe, elle enregistre la démo Thorns. Le quatuor ouvre en mai 2004 le concert de Vision Divine et Beholder au Blackout à Rome, puis monte sur le podium du Rock TV Contest, lié au TIM Tour 2004,.
Nathalie poursuit son activité solo et sa participation à des concours de chant : en juillet 2005, elle fait ses premières brèves apparitions sur les chaînes satellitaires de la Rai et, plus tard, sur Rai Radio 1, où elle est appelée à plusieurs reprises à chanter en direct ses chansons inédites. En octobre 2005, elle se classe deuxième au festival de Biella, tandis qu'en 2006, elle remporte la deuxième édition du prix Demo-SIAE, doté de 1 000 euros,. La même année, elle remporte également la sixième édition du MarteLive à Rome avec une chanson qui deviendra l'un de ses chevaux de bataille, L'alba. En récompense de cette victoire, elle réalise un clip vidéo de la même chanson, inspiré du roman Les aventures d'Alice au pays des merveilles,. Toujours en 2006, elle se classe deuxième au concours S.I.M., organisé par l'université Sapienza de Rome.
Elle se produit sur différentes scènes romaines et donne un concert dans la cour du quartier des femmes de la prison de Rebibbia. En 2009, elle ouvre le concert d'une autre de ses grandes idoles, Cristina Donà, et poursuit sa collaboration en interprétant deux chansons pour les bandes sonores du film Trappola d'autore de Franco Salvia (2009) et de la série télévisée Crimini (2010). En septembre, à Comiso, elle remporte le Demo's Lady Award.

### X Factor
À l'automne 2010, elle participe à la quatrième édition de l'émission de talents X Factor en tant que candidate, dans la catégorie des plus de 25 ans dirigée par Elio. Arrivée en demi-finale, et devant concourir avec une chanson inédite, elle refuse d'interpréter une chanson écrite pour elle par Pacifico (malgré l'avis initial contraire d'Elio et des autres musiciens qui la suivent),,, et préfère se mettre en avant avec une chanson inédite, In punta di piedi, composée en 2009. Nathalie atteint la finale et remporte le concours de talents, signant un contrat de 300 000 euros avec Sony Music ; lors de la finale, elle interprète You'll Follow Me Down en duo avec Skunk Anansie, et reçoit le prix de la critique de la salle de presse et de certaines stations de radio,. In punta di piedi sort en single sur les plateformes numériques le 24 novembre 2010, le lendemain de la demi-finale de X Factor. La chanson débute à la première place du classement FIMI. Un EP, comprenant la chanson éponyme et quatre reprises, est publié le 30 novembre 2010,, et atteint la treizième place du classement. Le single éponyme atteint le statut de disque d'or grâce à plus de 15 000 téléchargements numériques.

### Sanremo et Vivo suspendus
En décembre 2010, Nathalie est annoncée pour participer au festival de Sanremo 2011 dans la catégorie Artistes,,. En février 2011, elle donne une interview à Vanity Fair Italia dans laquelle, entre autres, elle critique le choix des assistantes du festival et les programmes de Maria De Filippi (l'émission de talents Amici et le reality show Uomini e donne) en déclarant que « c'est la matérialisation d'une télévision laide qui a un impact culturel très lourd [...] Uomini e donne est une sorte de cancer », tandis qu'Amici donnerait de « faux espoirs » aux jeunes chanteurs, mettant en valeur des personnes et non leur musique,. Plusieurs années plus tard, elle déclare avoir été ostracisée par le milieu musical pour ces déclarations. Deux semaines plus tard, Nathalie présente la chanson Vivo sospesa sur la scène du théâtre Ariston. Lors de la troisième soirée de la kermesse, consacrée au 150e anniversaire de l'unification de l'Italie, elle interprète Il mio canto libero de Lucio Battisti (une reprise incluse dans la compilation de célébration Nata per unire), tandis que lors de la quatrième soirée, consacrée aux duos, elle monte sur scène avec L'Aura. Vivo sospesa termine à la 7e place du classement général.
Le 16 février, son premier album de nouvelles chansons, intitulé Vivo sospesa, sort. En février 2011, la chanteuse est également nommée aux TRL Awards 2011 dans la catégorie Best Talent Show Artist. Après sa participation au Sanremo, la chanteuse est occupée par la tournée promotionnelle Vivo sospesa... on Tour.
En avril, elle collabore avec Raf sur le single Numeri, extrait de l'album du même nom du chanteur ; la chanson comprend également la participation du rappeur Frankie Hi-NRG MC. Le 2 mai, avec Emma Marrone, les Modà et Raphael Gualazzi, elle participe en tant qu'invitée à l'émission de télévision musicale Due sur Rai 2, aux côtés de Gianni Morandi et Roberto Vecchioni,. Sogno freddo, le deuxième single de l'album Vivo sospesa, passe à la radio le 6 mai 2011. Au cours de l'été 2011, elle ouvre certaines étapes de la tournée Up Patriots to Arms ! de Franco Battiato,.
Le 5 septembre 2011, le clip du single Mucchi di gente est présenté en avant-première à Venise à l'occasion du Sony Ericsson Film Contest : il s'agit d'une vidéo musicale tournée entièrement avec un téléphone portable Xperia Arc par le réalisateur Leandro Manuel Emede. Il est disponible en téléchargement à partir du 9 septembre suivant.

### Anima di vento

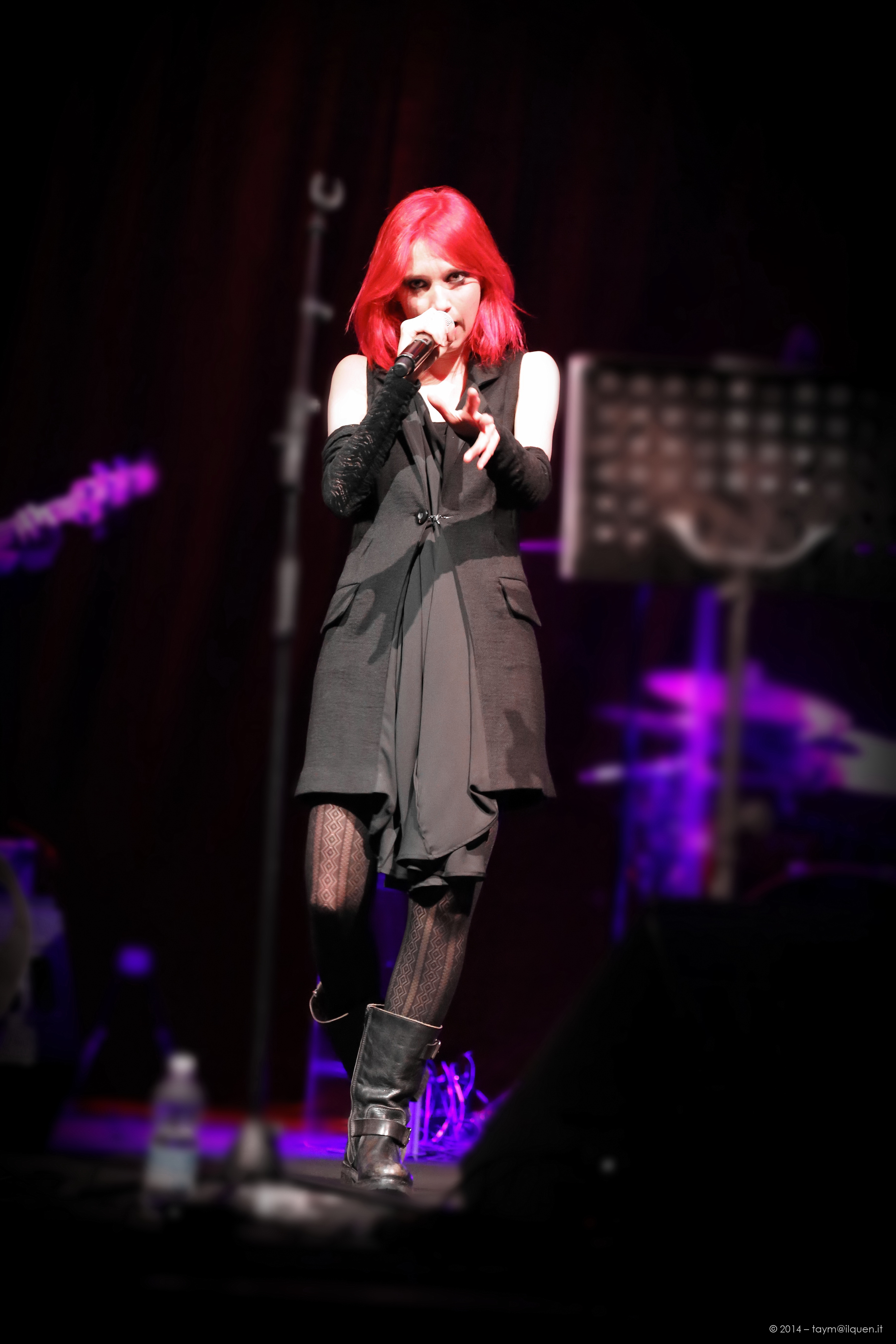
Nathalie en concert, Rome, 2014.

En juin 2013, elle annonce sur son compte Twitter qu'elle travaille sur un nouvel album, qui est anticipé par le single Sogno d'estate en collaboration avec Raf. L'album Anima di vento est publié le 17 septembre 2013 et contient deux autres collaborations importantes : avec Toni Childs et avec Franco Battiato dans la chanson L'essenza. Le 27 septembre 2013, Anima di vento, un titre nommé d'après l'album homonyme, est diffusé en rotation radio ; l'album débute sa première semaine à la 20e place du classement FIMI. Au même moment, Nathalie organise trois concerts-événements promotionnels : le 15 novembre à l'Auditorium RSI de Lugano (Suisse), le 17 novembre au Magazzini Generali de Milan, et le 29 novembre à l'Auditorium Parco della Musica de Rome. Le 24 janvier 2014, elle sort son nouveau single L'orizzonte, extrait de l'album Anima di vento. En plus des trois singles, un quatrième clip est réalisé pour la chanson L'essenza avec Battiato, avec l'actrice et présentatrice Ilaria Fratoni. Au printemps, elle donne des concerts à Paris et à Bruxelles, puis à Rome au Circolo degli Artisti. Elle participe à l'émission télévisée d'Elio e le Storie Tese, Il Musichione sur Rai 2, et à la soirée Una notte per Caruso - Premio Caruso 2014 sur Rai 1. Après Anima di vento, elle met fin à son contrat avec Sony en raison de divergences artistiques et personnelles, le label discographique souhaitant une évolution du rock alternatif et des ballades vers des sonorités plus proches de la pop des hit-parades.
À l'automne 2014, Nathalie sort une reprise en français de L'Anamour, une chanson écrite par Serge Gainsbourg, pour le court-métrage Dirsi addio, basé sur une nouvelle de Chiara Gamberale ; une vidéo avec des images du film sort également. En juillet 2015, Nathalie reçoit le Premio Lunezia Menzione Speciale pour la valeur littéraire-musicale de la chanson L'essenza.

### Into the Flow
Anticipé par le single Smile-in-a-Box, l'artiste sort en mai 2018 son troisième album studio, Into the Flow. Composé de dix titres, c'est un album-concept centré sur l'eau et produit par elle-même avec Francesco Zampaglione et Luca Amendola. Les sonorités, en plus du pop rock, touchent à la soul et à un rock moins commercial et pop que les mélodies demandées par Sony. La majorité des chansons sont également en anglais. Le clip vidéo de Smile-in-a-Box, tourné par le réalisateur Egidio Amendola, présente la participation extraordinaire de Stefano Fresi. En décembre 2018, le clip vidéo de Tra le labbra, une chanson précédemment exclue du Festival de Sanremo, est publié, tourné par Taiyo Yamanouchi, alias Hyst. En 2019, elle fait partie des cent jurés de la première édition de l'émission All Together Now - La musica è cambiata sur Channel 5.

### Freemotion
En 2022, Nathalie présente, avec le label Hukapan d'Elio e le Storie Tese, la chanson inédite Respirando avec laquelle elle tente de participer au festival de Sanremo 2023, mais qui est refusée. Le 12 mai 2023, elle sort Una canzone per noi, écrite pendant le confinement lié au Covid-19 en 2020, qui anticipe l'album Freemotion à paraître le 10 janvier 2024. Celui-ci, qui n'est proposé par choix à aucun label, est autoproduit et enregistré entièrement en numérique, pendant trois ans, dans un camping-car aménagé en studio d'enregistrement éco-durable. Le nouveau projet expérimente également des musicalités proches de l'indie pop, de la pop acoustique unplugged et de la country, mais avec l'usage de synthétiseurs et de clavier électronique à la place du piano. Les singles suivants sont Lonely God (une chanson écrite en 2010 et déjà jouée en live les années précédentes mais jamais enregistrée sauf en version démo), Rainbow / Morning Rainbow (Rainbow est aussi le titre de l'EP numérique de juillet), I Just Wanna Be Free, Respirando.

## Discographie

### Albums studio
- 2011 : Vivo sospesa
- 2013 : Anima di vento
- 2018 : Into the Flow
- 2024 : Freemotion

### EP
- 2010 : In punta di piedi
- 2023 : Arcobaleno